# HD 34904
HD 34904，又名BD+40 1268，SAO 40290、HR 1760，是一颗恒星，视星等为5.54，位于銀經167.31，銀緯2.65，其B1900.0坐标为赤經5h 15m 48.8s，赤緯+40° 2.65′ 51″。